# جي. ويليام ستوكس
جي. ويليام ستوكس هو سياسي أمريكي، ولد في 12 ديسمبر 1853 في أورانجبورغ في الولايات المتحدة، وتوفي بنفس المكان في 6 يوليو 1901. نشط حزبياً في الحزب الديمقراطي. وقد انتخب عضو مجلس النواب الأمريكي ‏.